# Алексинцев, Григорий Васильевич
Григорий Васильевич Алексинцев (1900, Летайка, Козловский уезд, Тамбовская губерния, Российская империя — сентябрь 1982, Жданов, Украинская ССР, СССР) — советский партийный и хозяйственный деятель. Первый руководитель Акмолинского обкома КП Казахстана.

## Биография

### Детские годы
Родился в 1900 году в селе Летайка Козловского уезда Тамбовской губернии.
В 1911 году окончил народное училище-школу в Летайке. В 1913—1915 годах работал мальчиком в чайной-столовой в Козлове, в 1915—1916 годах был учеником в пекарне Козлова. Работал в крестьянском хозяйстве родителей.

### Военно-политическая служба
В июле 1919 году призван в Красную Армию рядовым 1-го запасного пехотного полка, расположенного в Калуге. Затем служил в Запорожье и Джанкое. В октябре 1921 года окончил губернскую совпартшколу в Запорожье, после чего перешёл на политическую работу. Был политруком эскадрона, секретарём партийного коллектива и партячейки 9-й Крымской кавалерийской дивизии, политруком роты в территориальной дивизии имени Донбасса.

### Украинский период
В марте-сентябре 1926 года работал секретарём окружного комитета незаможных крестьян в Мариуполе. С октября 1926 года заведовал агропромышленным объединением райкома ВКП(б) в селе Берестовое Донецкой области, с октября 1927 года — на той же должности в селе Старая Карань, с ноября 1929 по май 1930 года — в селе Андреевка.
С июня 1930 по март 1932 года обучался в Коммунистическом университете имени Я. М. Свердлова в Москве, окончил два курса.

### Казахстанский период
В ноябре 1932 года направлен на партийную работу в Казакскую АССР, вошёл в состав Балхашской пропагандистской группы ЦК ВКП(б). В ноябре 1933 года назначен инструктором Балхашского райкома КПК Карагандинской области, в августе 1935 года — секретарём парткома треста «Жилстрой» «Прибалхашстроя», расположенного в Балхаше. В мае-августе 1937 года заведовал культпропотделом Балхашского райкома КПК, в августе 1937 — январе 1938 года был заведующим совторготделом Карагандинского обкома КПК.
В январе 1938 года назначен первым секретарём Акмолинского райкома КПК. В марте-октябре 1939 года был вторым секретарём Карагандинского обкома КПК.
В октябре 1939 года назначен первым секретарём Акмолинского обкома и горкома КПК. С марта 1940 года был членом ЦК КПК. Руководил обкомом до августа 1941 года, когда был снят с должности за «допущение грубых политических ошибок». Несмотря на формулировку, не был репрессирован и в том же месяце стал первым секретарём Кугалинского райкома КРК Алма-Атинской области.

### Работа в РСФСР и Жданове
В апреле 1943 года переведён в Смоленскую область, где стал первым секретарём Бельского райкома ВКП(б). В феврале 1945 года был снят с должности с формулировкой «не справившийся с работой».
С февраля 1945 по ноябрь 1949 года работал уполномоченным Совета по делам Русской православной церкви при Великолукском облисполкоме. После этого переведён на хозяйственную работу в Жданов (сейчас Мариуполь). В 1949—1951 годах руководил профсоюзным комитетом железнодорожного цеха завода «Азовсталь», в 1951—1955 и 1959—1967 годах был диспетчером службы погрузки-выгрузки цеха, в 1955—1959 годах — секретарём парткома цеха.

### Последние годы
В марте 1967 года вышел на пенсию. Жил в Жданове. С февраля 1973 года был персональным пенсионером республиканского значения, с ноября 1977 года — союзного значения.
Награждён орденами «Знак Почёта» (16 февраля 1939 года, за выдающиеся успехи в сельском хозяйстве), Отечественной войны 2-й степени (1 февраля 1945 года), Дружбы народов (9 октября 1980 года), медалями «За доблестный труд в Великой Отечественной войне 1941—1945 гг.», «За трудовое отличие», «За доблестный труд. В ознаменование 100-летия со дня рождения Владимира Ильича Ленина», «30 лет Победы в Великой Отечественной войне 1941—1945 гг.» (25 апреля 1975 года), «Ветеран труда» (23 февраля 1977 года), знаком «50 лет пребывания в КПСС».
Умер в сентябре 1982 года в Жданове.

## Семья
Происходил из крестьянской семьи. Отец умер в 1905 году, мать — в 1943 году.